# Armoriški Veneti
Veneti so bili staroveško keltsko ljudstvo na območju  francoskega polotoka Bretanja, ki se je v rimski dobi imenoval Armorika.
Na armoriškem polotoku je v rimski dobi zgodovinsko izpričanih več keltskih plemen, poleg Venetov še Redoni, Koriosoliti, Osismijci in Namneti. Veneti so naseljevali območje južne Armorike, ob zalivu Morbihan, njihova glavna naselbina pa je bila Darioritum (današnji Vannes) . 
V delu De Bello Gallico Julija Cezarja so Veneti omenjeni kot najbolj uporno ljudstvo med njegovimi vojaškimi osvajanji Galije.